# Eshkaft-e Salman

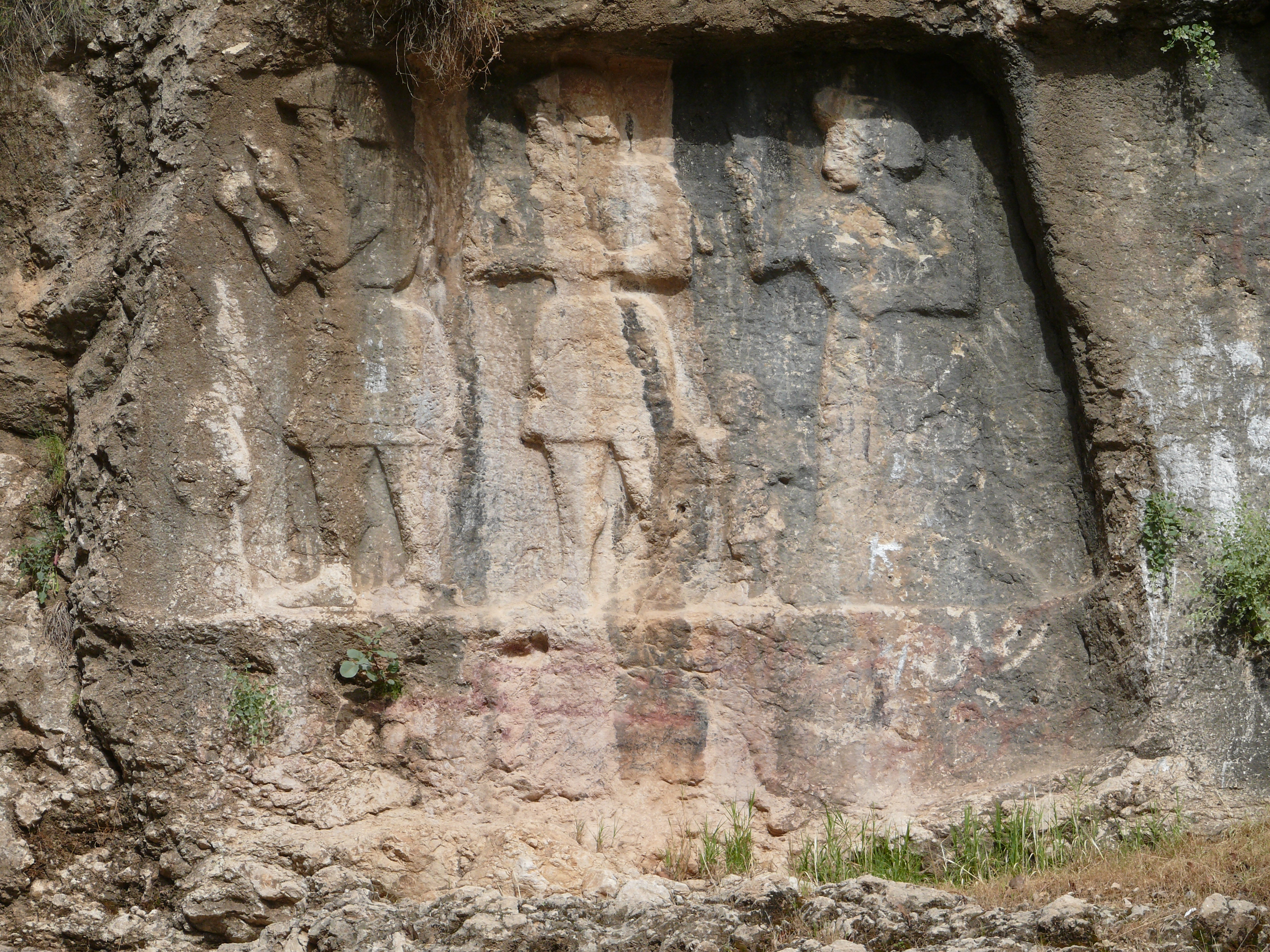
Eshkaft-e Salman.

Eshkaft-e Salman (persiska: اشکفت سلمان), eller Tarishas tempel, är den största kilinskriften på det neo-elamitiska språket. Det finns fyra konvexa avbilder i sten på denna plats. Två av dem finns inuti grottan och de två andra finns utanför.

## Bilder

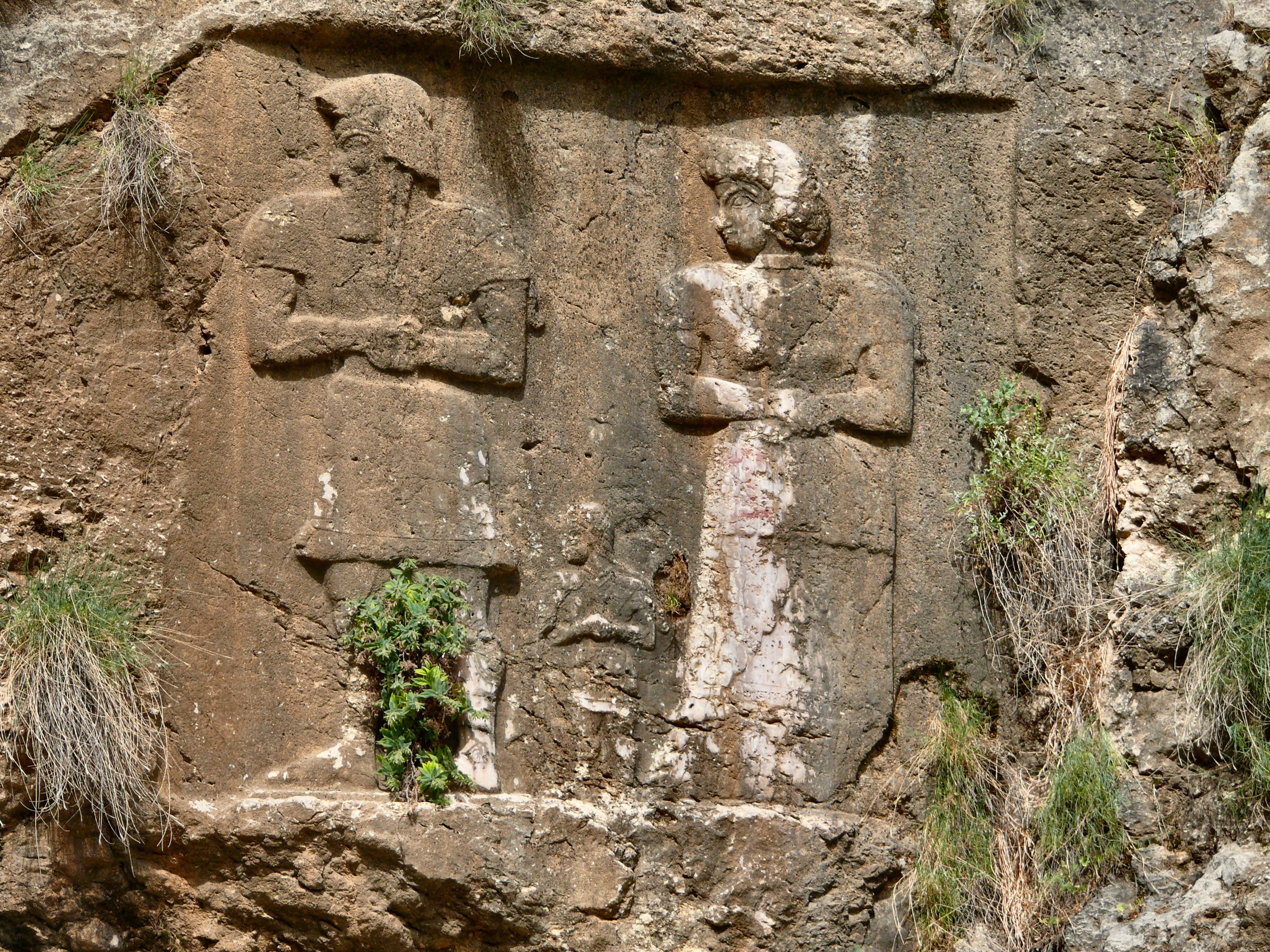
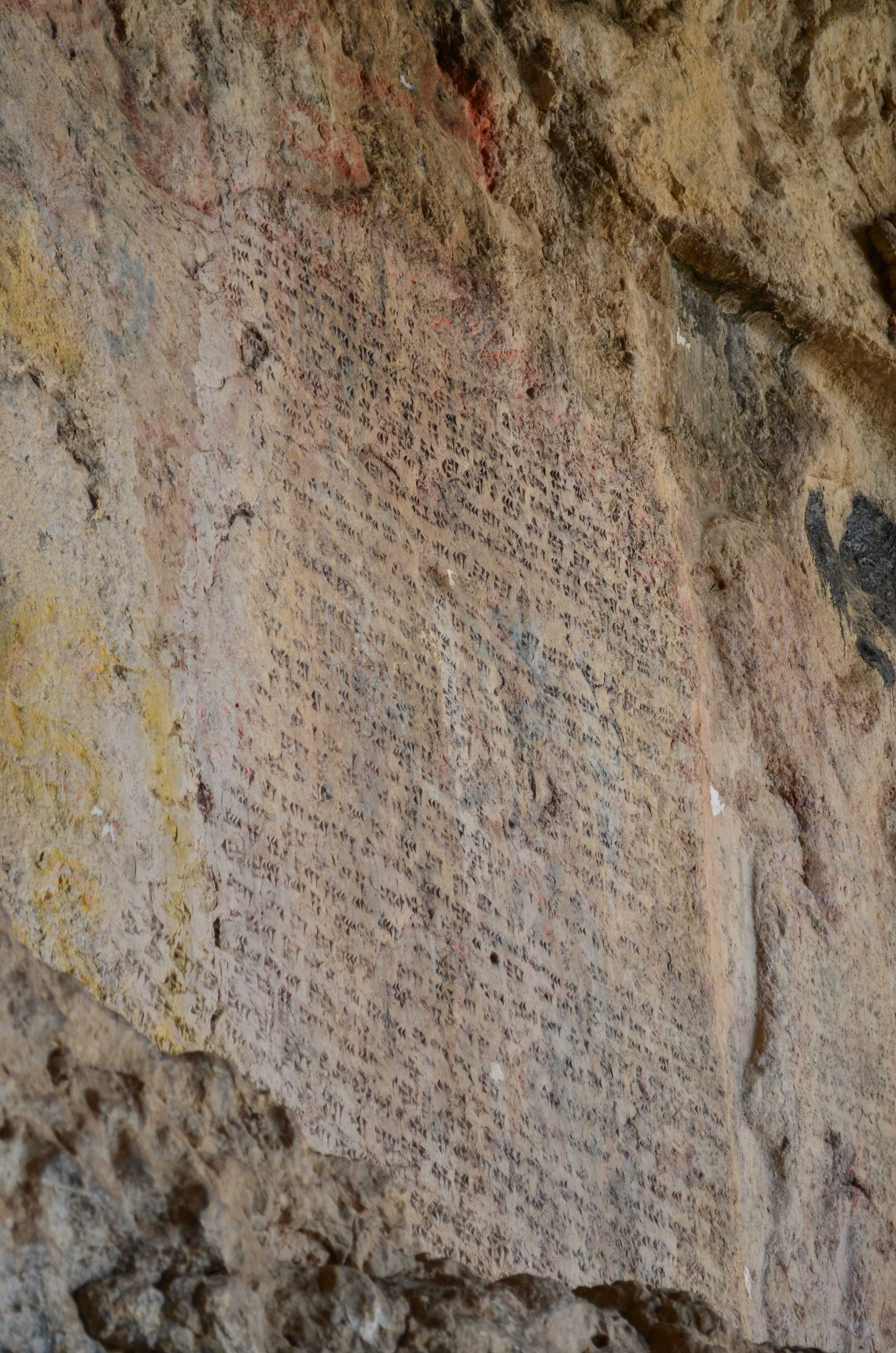
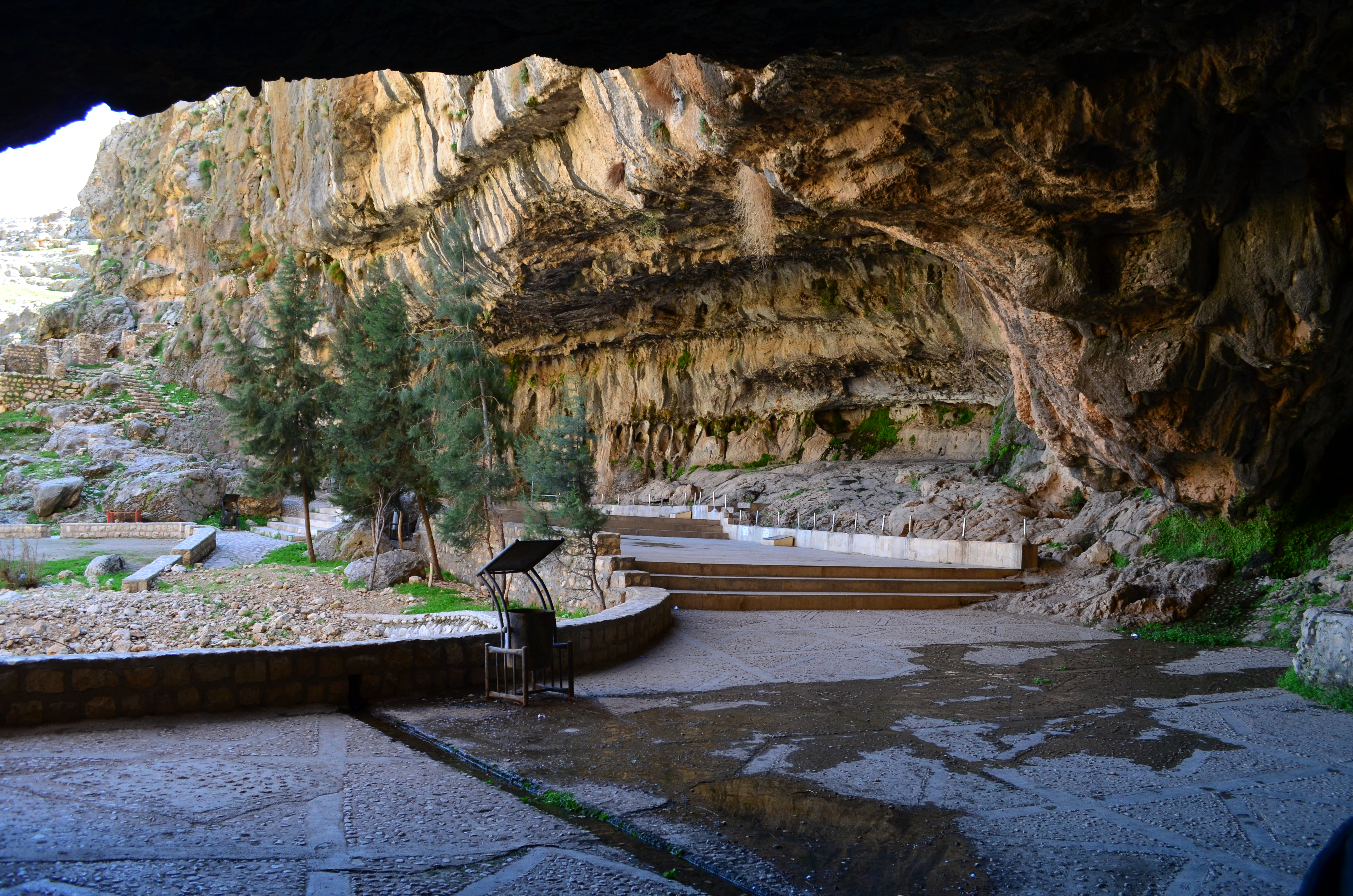
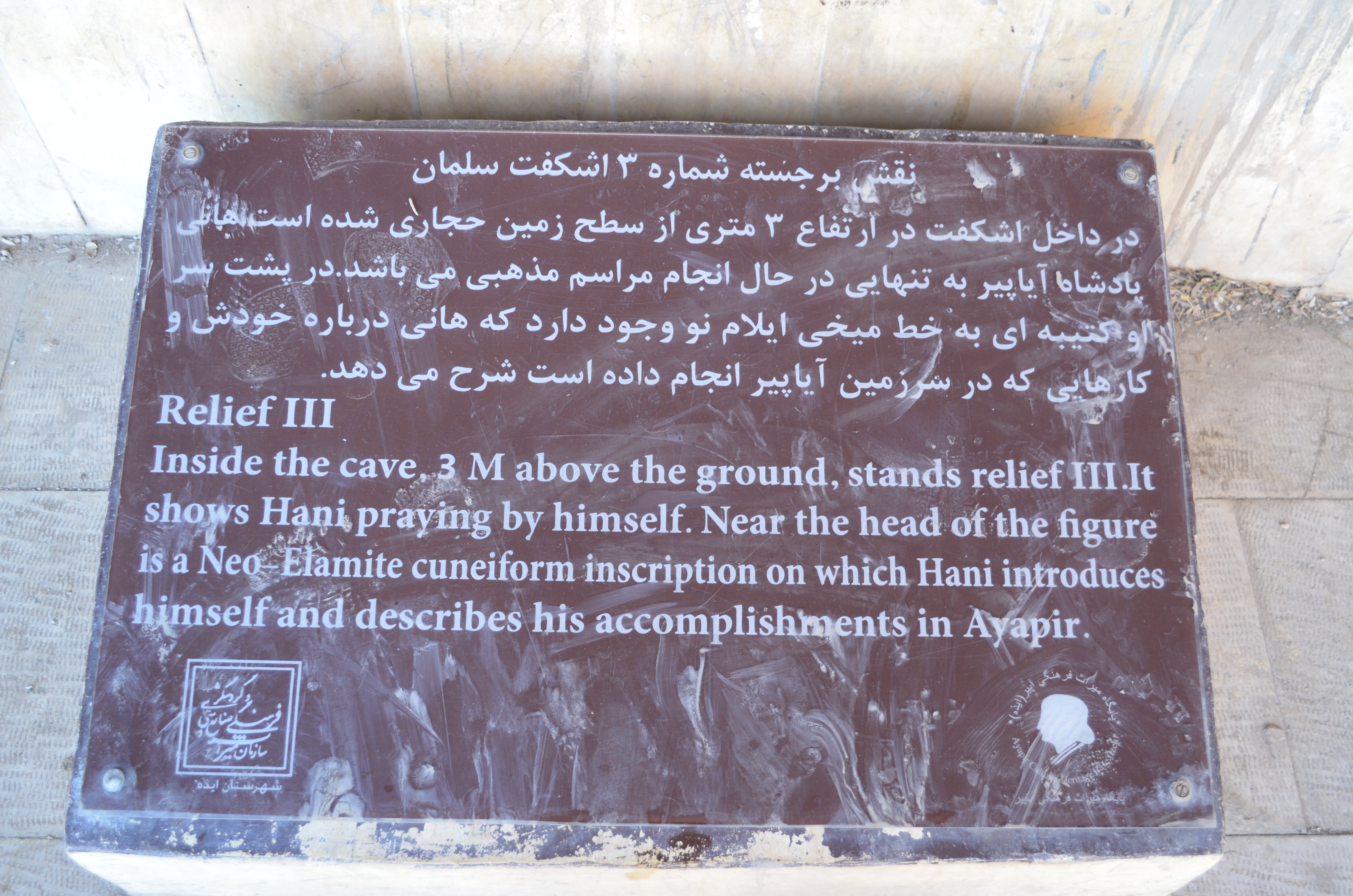